# Bomongo
Bomongo est une localité de la république démocratique du Congo, située dans le territoire de Bomongo dans la province de l'Équateur.

## Géographie
Située sur la rive droite de la rivière Giri, elle est desservie par la route nationale RS318 au nord du chef-lieu provincial Mbandaka.

## Administration
Chef-lieu territorial de 8 676 électeurs enrôlés pour les élections de 2018, la localité a le statut de commune rurale de moins de 80 000 électeurs, elle compte 7 conseillers municipaux en 2019.

## Population
Le recensement date de 1984,.
| 1984 | 2004  | 2012  |
| ---- | ----- | ----- |
| -    | 4 135 | 4 984 |